# Mercedes-AMG

## Zgodovina
′′′AMG′′′ je bila ustvarjena leta 1967 kot kovačnica dirkalnih motorjev pod imenom "AMG Motorenbau und Entwicklungsgesellschaft mbH" ("AMG razvoj in proizvodnja", ki sta ga razvila inženirja Mercedesa Hans Werner Aufrecht in Erhard Melcher v Burgstall der Murr, pri Stuttgartu. Črke "AMG" pomenijo Aufrecht, Melcher in Aspach, Baden-Württemberg.Leta 1967 se je večji del AMG proizvodnje preselil v Affalterbach,razvoj agregatov pa ostane na stari lokaciji v Burgstallu.
Leta 1990 je AMG postal odmeven pri spremembah Mercedesovih avtomobilov in je z Daimler-Benz AG in AMG podpisal pogodbo o sodelovanju,ki omogoča AMG-ju pristop v prodajno mrežo vozil.(Prvi serijski model iz leta 1993 je bil Mercedes-Benz 36 AMG)
1.Januarja 1999 Daimler Chrysler,kot je bil imenovan med letoma 1998 in 2007 pridobi 51.odstotkov delnic AMG-ja in AMG se preimenuje v Mercedes-AMG GmbH.
1.Januarja 2005 Aufrecht proda vse preostale delnice Daimler Chrysler-ju,in od takrat postane v stoodstotni lasti družbe.
| Direktorji v Mercedes-AMG GmbH |                   |                    |
| direktor                       | od                | do                 |
| Wolfgang Bernhard              | 1. Januar 1999    | 31. December 2000  |
| Ulrich Bruhnke                 | 1. Januar 2001    | 30. September 2003 |
| Hubertus Troska                | 1. Oktober 2003   | 31. August 2005    |
| Volker Mornhinweg              | 1. September 2005 | 31. Marc 2010      |
| Ola Källenius                  | 1. April 2010     | Danes              |

### Razvoj palete modelov
AMG prične s projektiranjem in preiskušanjem dirkalnih agregatov. Svojo dejavnost razširi v stavbi, ki izdelujejo po meri vozila, ki temeljijo na standardih avtomobilov Mercedes.
AMG najprej pripravlja neuradne nadgradnje in pakete predvsem za Mercedes-Benz R107 in C107 Mercedes-Benz W116, Mercedes-Benz W123, Mercedes-Benz W124, Mercedes-Benz W126 Mercedes-Benz R129 in Mercedes-Benz W201 modelov.
V začetku leta 1980 in do leta 1985 pri AMG-ju ponujajo različno paleto agregatov,litih platišč in styling dodatkov.
Tipične izboljšane zmogljivosti AMG-ja, ki si jih lahko po meri odredi kupec, povečanje prostornine motorja (5,2 litra, 5,4 litra) DOHC 32 V motor je bil razvit in je bil vrhunec AMG-jeve uspešnosti. Tudi zelo redek 5-stopenjski ročni menjalnik Getrag bi lahko naročili pri AMG.Ta ni bil ponujen v modelih V8 od zgodnjih 1970-ih.
Platišča so bila večinoma 15 palčna in 16 palčna ATS AMG pet krakov. Prodajala so se skupaj z različnimi paketi opreme, spuščenimi vzmetmi in športnimi amortizerji.
Drugi pomembni dodatki so bili kozmetičnega (body kits), kar je vključevalo prednje, zadnje spojlerje, sedeže Recaro, manjše volane, kromirane dodatke, pestro paleto barv (tudi saten črno), hi-fi stereo sisteme, po meri oblazinjeno pohištvo in izboljšane lesene dodatke.

### Sodelovanje s PAGANI
AMG proizvaja tudi motorje za PAGANI Zonda superšportne avtomobile.Uporabljajo agregate M120 7,291 kubični motor V12,ki se vgrajuje v SL73 AMG.M120 se sedaj uporablja izključno za Pagani Zonda avtomobile.

### Trenutni modeli AMG
Vsi AMG  motor-ji so ročno sestavljeni po principu en inženir en motor,katerega so se po filozofiji AMG obrata držali v Affalterbach-u. Vsak inženir, ki sestavlja agregat, ga pečati s ploščico v katero je vgravirano njegovo ime in priimek.
Osnovni modeli, ki se uporabljajo v matični tovarni, se vzporedno predelujejo v AMG-ju in se razlikujejo od drugih predelav  (tuning), kot so  Brabus.

### "55" M152 5.5L V8
M152 je atmosferski agregat predelana različica M157 Biturbo V8. Slednji se bo vgrajeval v model SLK55AMG, ki je izšel leta 2012 in proizvede 415KM.
- Mercedes-Benz M152 agregat  L 5.5 V8 modeli
  - 2012 Mercedes-Benz SLK55 AMG

### "63" M156 6.2L V8
AMG razvija svoje motorje V8. Motor Mercedes-Benz M156 je razvit posebej za serijo DTM. Večini teh motorjem V8 moč povečajo iz 457KM na 525KM in jih vgrajujejo v modele C/CLK/R/ML/GL/S/SL/CL/E63AMG. 
večina agregatov M156 uporablja avtomatski menjalnik  7G-Tronic, po letu 2009 SL63 in E63 uporabljata 7-stopenjski menjalnik MCT.

### "63" M157 5.5L V8 BiTurbo
Govorica v letu 2009 in potrditev v letu 2010, da je AMG razvil M157 5,5-literski V8 z neposrednim vbrizgom goriva in  twin turbo polnilniki.moč je ocenjena na 400 kW (544/536KM) pri 5.500 vrtlajih na minuto in navorom 800 Nm.med 2.000 vrtljajev na minuto in 4.500 vrtlajev na minuto.

### "65" M275 6.0L V12 BiTurbo
Ta tip je gnan z različico motorja M275.Pri AMG-ju so zasnovali popolnoma nov bi-turbo sistem,ki povečuje funkcijo turbo polnilnika in ima izboljšan polnilno-hladilni sistem.Povečanaje tudi prostornina motorja (5980ccm),ter številne druge izboljšave.
To so edini AMG-ji z uporabo 5-stopenjskega avtomatskega menjalnika ,ki zmore prenesti navor 1079Nm.Novejša različica 7-G tronic pa je omejena z navorom 735Nm,kar ne zadostuje za obvladovanje V12 motorjev.

### Black Series
Črna serija AMG performance studio je locirana v Affalterbach in se ukvarja z nadgradnjo AMG-jev.Črna serija je navoljo le z 2 vrati,kar zmanjša težo vozila,ima drugačne sedeže in vizualne spremembe.
- SLK 55 AMG Black Series
- CLK 63 AMG Black Series
- SL 65 AMG Black Series
- C 63 AMG Black Series

## Predhodni AMG modeli
Modeli,ki so navedeni spodaj so modeli AMG flote:
- 1992 190E 3.2 AMG
- 1993-1994 E60 AMG
- 1997 SL70 AMG
- 1995, 1997 S70 AMG
- 1995, 1998-2001 SL73 AMG
- 1996-1998 SL60 AMG
- 1995-1997 C36 AMG M104 3.6L I6 engine
- 1998-2000 C43 AMG M113 4.3L V8 engine in 5-stopenjski avtomatski menjalnik:
- 1996-1997 E50 AMG
- 1999-2002 E55 AMG
- 1998-2002 CLK-GTR AMG
- 2001-2004 SLK32 AMG
- 2005-2006 C55 AMG
- 2005-2006 CLK DTM AMG
- 2007 R63 AMG

### "30" 3.0L I5 diesel
- OM612 3.0 L "30" I5 Diesel model
  - C30 CDI AMG (limuzina,karavan, in Sportcoupé)

## Družbe ,ki se ukvarjajo s predelavo Mercedes-Benz
- Brabus
- Carlsson
- Kleemann
- Lorinser
- Renntech

## povezave
- Official UK AMG Showroom
- Mercedes-AMG.com official website
- Mercedes-Benz.com official website
- AMGmarket.com The History of AMG Mercedes-Benz